# 33-тя окрема механізована бригада (Україна)
33-тя окрема механізована бригада (33 ОМБр) — з'єднання механізованих військ сухопутних військ Збройних сил України чисельністю в бригаду.
Утворена 2016 року як кадрована бригада. Після російського вторгнення в Україну 2022 року була розгорнута, у 2023 році вела бої на Запорізькому напрямку. У 2024 році воювала під Кураховим.

## Історія
Бригада почала формуватися в Ужгороді. У березні 2016 року новостворена бригада починала навчання на Рівненському полігоні. У квітні стало відомо її номер: 33-тя механізована, вона проходила останній етап навчань. Її військовослужбовці відпрацьовували штурм ворожих позицій в ускладнених умовах, зокрема форсування водних перешкод, а також взаємодію з іншими бойовими підрозділами. До червня бригада мала завершити останній етап бойового злагодження.

### Російське вторгнення 2022 року
Під час російського вторгнення в Україну розгорнута. Складалася переважно з мобілізованих, але були і добровольці.
Наприкінці весни 2023 бригада вийшла на свій перший бойовий напрямок на Запоріжжі: Мала Токмачка, Оріхове, Вербове. З цих позицій бригада брала участь в українському контрнаступі на Запорізькому напрямку.
Поки бригада тримала оборону на Запорізькому напрямку, деякі її артилерійські підрозділи вивели на Харківський напрямок в підпорядкування іншої бригади.
12 листопада 2024 року поблизу міста Курахове воїни бригади відбили бронетанковий штурм російських окупантів. Українські війська ввели в бій танк Leopard 2. В результаті бою знищили понад 20 окупантів, поранили ще близько 20, знищили 2 російські танки та 6 бойових броньованих машин.

## Структура
- 417-й окремий стрілецький батальйон[7]
- 418-й окремий стрілецький батальйон[8][9]
- 421-й окремий стрілецький батальйон[10]
- батальйон безпілотних систем[11][1] (Раніше Рота ударних БПЛА)[12]
- артилерійський дивізіон[12]

## Командування
- 2023: полковник Ляшенко Володимир Володимирович відсторонений від командування бригадою після невдалого контрнаступу у червні 2023 року на Запоріжжі)
- 2023: полковник Рюмшин Дмитро Євгенович[13]
- 2023—2024: полковник Іван Войтюк
- 2024: полковник Гупалюк Юрій Ігорович[14][15]
- 2025: полковник Паліса Дмитро Сергійович[16][17]

## Символіка
На нарукавному знаку 33 бригади зображено частину лицарського меча XIV ст., що його уживали, зокрема, й воїни руських земель. Один із таких мечів належав подільському князю Спитку з Мельштина — герою битви на Ворсклі 1399 року.

## Оснащення
- Танки: Певна кількість Leopard 2A4, модернізованих динамічним захистом[19]
- Артилерія: М109L[1]
- Бронетранспортери: Гусеничні бронетранспортери M113[1]
- БМП: YPR-765[1]
- MRAP: MaxxPro (втрачені в боях)[1]
- БпЛА: Бoмбepи Баба Яга і Nemesis[12]
- Дрони: Різні типи FPV[12]